# Giuliana Lanata
Giuliana Lanata (Chiavari, 12 marzo 1931 – Genova, 7 settembre 2008) è stata una filologa classica e traduttrice italiana, storica del diritto romano e greco.

## Biografia
Formatasi col filologo classico Mario Untersteiner, si perfezionò con Ugo Enrico Paoli; insegnò al liceo classico (Arezzo, Firenze, Genova) e in varie facoltà di Lettere (Parma, Genova), infine alla facoltà di Giurisprudenza di Genova, passando dalla filologia classica al diritto romano, con il corso di 'Esegesi delle fonti di diritto romano'; rimase quindi nell'ambito dell'esegesi e della critica linguistica e storica di testi classici, per quanto assai diversi, dalla lirica greca in Poetica pre-platonica, Il linguaggio amoroso di Saffo (in Quaderni urbinati di cultura classica, 1966, rivista diretta dal grecista Bruno Gentili, tradotto in inglese da William Robins nel 1998), Omero e i suoi doppi (2001), la traduzione de I lirici greci di Bowra, fino a Legislazione e natura nelle Novelle giustinianee (Volume 7 di Storia del pensiero giuridico, Napoli, Edizioni scientifiche italiane, 1984) e Società e diritto nel mondo tardo antico. Sei saggi sulle Novelle giustinianee (Torino, Giappichelli, 1994).
Questi ultimi saggi analizzano la sezione nuova del Corpus iuris civilis dell'imperatore Giustiniano, scritta prima in greco, lingua ufficiale dell'Impero romano d'Oriente all'epoca di Giustiniano, poi in latino, ed evidenziano quelle concezioni filosofiche e mediche della cultura greca in base alle quali egli formulò le nuove leggi; il legame con la tradizione culturale viene analizzato anche nelle norme riguardanti gli schiavi, le donne, i figli illegittimi.
Sulla storia del diritto romano è un altro esteso saggio, Diritti locali-non locali (400 a.C.-600 d.C.) (Storia d'Europa, Einaudi): alle comunità sottomesse Roma imponeva il proprio sistema giuridico per le questioni generali, mentre permetteva il mantenimento di loro norme e consuetudini per le questioni locali. 
Un argomento particolare è trattato nell'articolo Essere animale a Roma. Un regesto e alcune regole del gioco; il rapporto con gli animali come esso risulta dalle fonti dell'antichità (miti, poesia, leggi, testi filosofici), fu poi oggetto di un convegno nel 1992.
Anche del mondo greco, oltre a poeti e filosofi, indagò ambiti diversi, oggetto di studi interdisciplinari quando nel 1961 pubblicò traduzione e commento delle opere del medico Ippocrate di Coo, come collaboratrice al progetto Enciclopedia di autori classici del filosofo Giorgio Colli per l'editore Boringhieri.
Incontrò i testi di Jean-Pierre Vernant e Pierre Vidal-Naquet, filologi come Marcel Détienne, che tradusse (di e a cura di Marcel Détienne, Il mito. Guida storica e critica, Bari, Laterza 1975), come anche tradusse, di Eric Dodds, Pagan and Christian in an Age of Anxiety. Riscoprì Louis Gernet, innovatore nello studio del diritto greco antico alla luce della linguistica, quale risulta in Recherches sur le dévelopment de la pensée juridique et morale en Grèce. Etudie semantique, 1917. Gli incontri di prima mano coi testi nuovi avvennero spesso a La joie de lire, libreria parigina dell'editore Maspero, oggi scomparsa, ricordata in Esercizi di memoria, 1989. Collaborò con Adelphi anche come filologa, con traduzione e commento de Il discorso vero di Celso (Milano, 1987).

## Riconoscimenti
A lei è stata dedicata Filologia e diritto nel mondo antico - Giornata di studio in memoria di Giuliana Lanata, a Genova il 28 ottobre 2009, organizzata dalla facoltà di Giurisprudenza.

## Opere
- articolo in Hugoni Henrico Paoli oblatum, Genova, Istituto di filologia classica, 1956
- traduzione e commento di Ippocrate, Opere, Torino, Boringhieri, 1961
- Poetica pre-platonica. Testimonianze e frammenti, Firenze, La Nuova Italia, 1963
- Il linguaggio amoroso di Saffo, in Quaderni urbinati di cultura classica, Urbino, 1966
- La poetica di Archiloco, in Quaderni urbinati di cultura classica, Urbino
- traduzione de I lirici greci di Bowra, Firenze
- Medicina magica e religione popolare in Grecia fino all'età di Ippocrate, Roma, Edizioni dell'Ateneo, 1967
- traduzione di E.R.Dodds, Pagani e cristiani in un'epoca d'angoscia, Firenze, La Nuova Italia, 1970
- traduzione di M.Détienne e altri, Il mito. Guida storica e critica, Bari, Laterza, 1975
- Gli atti dei martiri come documenti processuali, Milano, Giuffré, 1973
- traduzione e commento di San Girolamo, Vite dei santi Paolo, Ilarione e Malco
- Legislazione e natura nelle Novelle giustinianee, in Storia del pensiero giuridico, vol.7, Napoli, Edizioni Scientifiche Italiane, 1984
- traduzione e commento di Celso, Il discorso vero, Milano, Adelphi, 1987
- Esercizi di memoria, Bari, Levante Editori, 1989
- Diritti locali-non locali (400 a.C.-600 d.C.) in Storia d'Europa, Preistoria e antichità, vol.2, Torino, Einaudi, 1994
- Società e diritto nel mondo tardo antico. Sei saggi sulle Novelle giustinianee, Torino, Giappichelli, 1994
- Sogni di donne nel primo Cristianesimo. Il sogno di Perpetua, in Donne sante sante donne, a cura della SIS, Società Italiana delle Storiche, Roma
- Essere animale a Roma. Un regesto e alcune regole del gioco, nella rivista Materiali per una cultura giuridica, Bologna, Il Mulino, n.2, dicembre 1997, pp. 489–520
- articolo in Filosofi e animali nel mondo antico, Pisa, ETS, 2000
- Omero e i suoi doppi, in Seminari romani, Roma, 2001
- premessa a Il tardoantico alle soglie del Duemila, Pisa, ETS, 2001